# Karl Glazebrook
Karl Glazebrook es un astrónomo anglo-australiano, conocido por su trabajo en la formación de galaxias, por desempeñar un papel clave en el desarrollo de la técnica nod and shuffle para hacer espectroscopia con telescopios grandes, y por haber ideado el Perl Data Language (PDL). En 2008, recibió el Premio María y Eric Muhlmann, para el desarrollo de instrumentos de investigación y técnicas innovadoras, de la Sociedad Astronómica del Pacífico.
Glazebrook nació en 1965 en el Reino Unido, y estudió en la Universidad de Cambridge y en la Universidad de Edimburgo (PhD 1992). Ocupó puestos postdoctorales en la Universidad de Durham y la Universidad de Cambridge antes de pasar al Observatorio Anglo-Australiano, donde desempeñó un papel central en el apoyo a la encuesta 2dF Galaxy Redshift Survey (Sondeo de corrimiento al rojo de galaxias en un campo de 2 grados), como científico de instrumento. Se trasladó a la Universidad Johns Hopkins en 2000, donde fue profesor de Astronomía hasta 2006, año en el cual se convirtió en profesor de Astronomía de la Swinburne University of Technology en Melbourne, Australia. Su trabajo ha sido citado más de 10 000 veces en la literatura de astronomía.
Glazebrook es coinvestigador principal del estudio Gemini Deep Deep, que (junto con un número de otros estudios) determinó en 2004 que las galaxias masivas se forman sorprendentemente temprano en el universo distante. Como parte del proyecto caprichosa, Glazebrook también se determinó que la mayor parte, un promedio de color del universo es latte cósmico. Ambos trabajos recibieron una amplia publicidad en la prensa internacional.
El asteroide (10099) Glazebrook fue nombrado en su honor.
- Datos: Q1731257